# Nagy-Magyarország

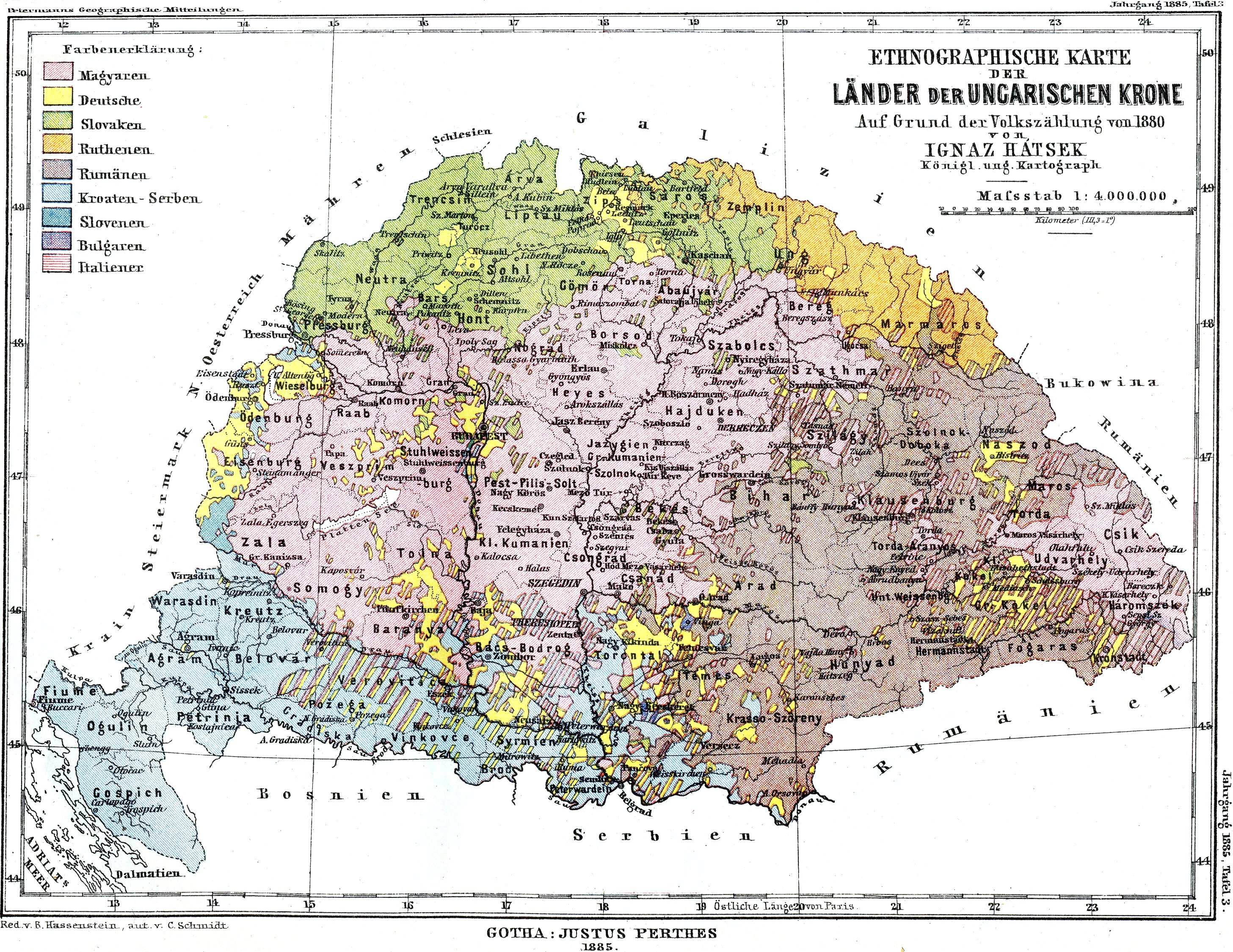
Az 1880-as népszámlálás alapján készült etnográfiai térkép (Hátsek Ignác, 1885)

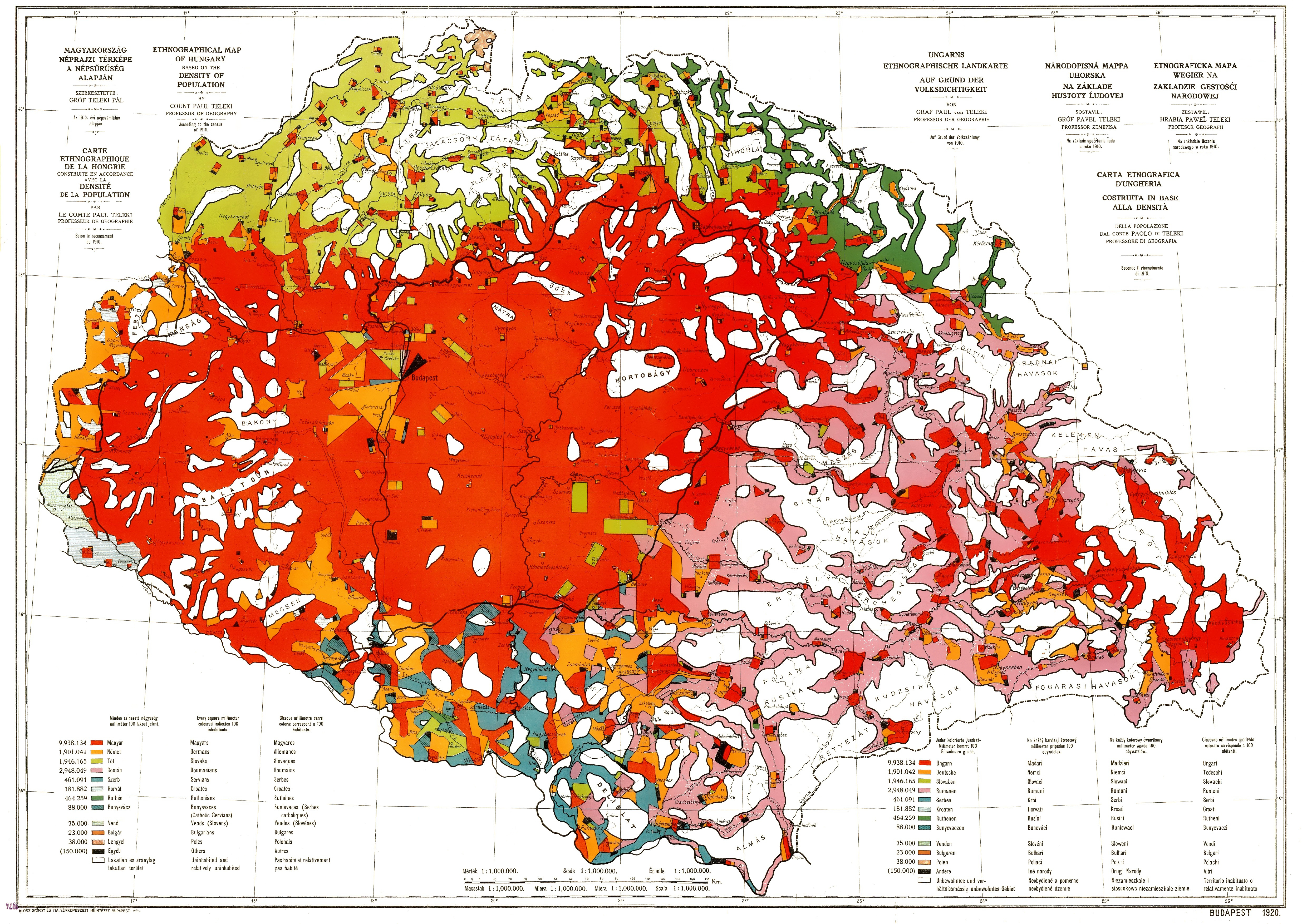
Teleki Pál miniszterelnök, földrajztudós híres térképe Magyarország 1910-es népességének nemzetiségek szerinti megoszlásáról. A térkép „vörös térkép” néven is ismert a magyar nemzetiség jelzésére használt szín alapján

Nagy-Magyarország vagy történelmi Magyarország Magyarországnak az 1920-ban megkötött trianoni béke előtti, Osztrák–Magyar Monarchia korabeli államterületére, határaira az 1920-as években született elnevezés. A revizionista szóhasználatban nemcsak visszamenőlegesen, hanem előretekintve is megjelenik a kifejezés: Magyarország kívánt területét értik alatta.

## Jelentése
A legszűkebb értelemben Magyarországnak közvetlenül a trianoni békeszerződés előtti, 1867-tól 1918-ig fennálló földrajzi kiterjedését jelenti Horvát–Szlavónország területét és Fiumét is beleértve, míg a tágabb értelmezés a Magyarországot és az adott történelmi korszakban hozzá kapcsolódott országok és tartományok összességét, illetve legnagyobb földrajzi és politikai kiterjedését értjük, bár ez utóbbi esetben inkább egyszerűen a Magyar Királyság megnevezés használatos, míg a Nagy-Magyarország kifejezés politikailag, érzelmileg, ideológiailag terhelt és a közbeszédben jellemzően és döntően az 1867–1918-as állapotokat jelenti. Akkori határai: Habsburg Birodalom, Galícia (Gácsország, a mai Lengyelország és Ukrajna része), Oszmán Birodalom (mai,bulgáriai része), Regát (Havasalföld), Szerbia, Olaszország.

## Egyéb hasonló kifejezések
Az Egész Magyarország, illetve az Integer Magyarország kifejezés szintén a trianon előtti országterületre utal. Az integer latin szó, jelentése egész(séges), sértetlen, csorbítatlan, ép, és ebben az összefüggésben a békeszerződés következtében létrejött országra alkalmazott csonka, megcsonkított jelzők ellentétpárja. Közismert irredenta jelmondatban: „Csonka Magyarország nem ország, Egész-Magyarország (vagy Nagy-Magyarország) mennyország”.
A 20. század végi rendszerváltás után a Nagy-Magyarország kifejezést ismét széles körben kezdték használni az 1918 előtti Magyarországra vonatkozóan, használata főleg az irredenta, nemzeti radikális közbeszédre jellemző a Csonka-Magyarország kifejezéssel együtt.